# Плоский червоний кліщ
Brevipalpus obovatus — кліщ, що пошкоджує черешки, маточки і дорослі рослини. Зустрічається на нижній стороні листя, вони буріють, в'нуть і осипаються. Кліщ плоский, оранжевий, витягнутої трапецевидної форми. Плодять декілька поколінь, тому на листях, черешках і стеблах квітів можна знайти одночасно всі фази розвитку кліща: яйця, личинок, дорослих особин (в основному самок).